# Холодные руки и горячее сердце
«Холодные руки и горячее сердце» (англ. The Outer Limits: Cold Hands, Warm Heart) — телефильм, 2 серия 2 сезона телесериала «За гранью возможного» 1963—1965 годов. Режиссёр: Чарльз Хаас. В ролях — Уильям Шетнер, Джеральдин Брукс, Ллойд Гуг, Малачи Трон, Дин Харенс.

## Вступление
Самая примечательная планета в нашей Солнечной системе — Венера, названная по имени греческой богини любви. Она ближе к Земле, чем любая другая планета — в двадцати восьми миллионах миль. До второй половины двадцатого века она оставалась планетой, покрытой тайной, окутанной тяжелым покровом облаков и пара. Поскольку температура на её поверхности, как полагали, была в несколько раз выше температуры на поверхности Земли, люди не предполагали, что есть возможность для человека долететь до Венеры и возвратиться… до того дня, когда кто-то это сделал.

## Сюжет
После завершения первого пилотируемого полета по орбите Венеры, астронавт Джефферсон Бартон возвращается на Землю с постоянными страшными сновидениями и все возрастающей неспособностью оставаться теплым. Состояние Бартона продолжает ухудшаться и сопровождается специфическим сращиванием его пальцев. Только после того, как его кошмары становятся более яркими, он вспоминает то, что не указывал раньше — столкновение с инопланетянами в атмосфере Венеры. Доктора Бартона подозревают, что астронавт был генетически изменен в его полете и они изо всех сил пытаются обработать и вылечить Бартона прежде, чем его мутации полностью завершатся.

## Заключительная фраза
Вечный, непрекращающийся поиск знания часто приводит в темные и опасные места. Иногда это является риском не только для тех, кто осуществляет поиск, но и для других, которые их любят. Они, их собственным особым способом, знают, что, хотя знание никогда не является бесполезным, оно также не является и любовью.

## Интересные факты
- В новых, цветных сериях телесериала «За гранью возможного» есть фильм «Воссоединение» (13 серия 4 сезона), в котором астронавт, выживший на венерианской станции, подвергается мутации и в результате вынужден улететь обратно на Венеру, где он заполняет своими «клонами», вышедшими из него самого, всю станцию.
- Серия известна благодаря появлению в ней перед сериалом «Звездный путь» актера Уильяма Шетнера, играющего исследователя космоса, очень похожего на его персонаж — капитан Кирк — в «Звездном пути», и кто вовлечен в миссию, названную «Проект Вулкан»[1].